# Леонардас Жукаускас
Леонардас Жукаускас (рос. Леонардас Жукаускас; * 6 листопада 1942, Радвілішкіс, Литва) — литовський радянський футболіст. Майстер спорту СРСР.
Нападник, грав за СКА (Львів), «Карпати» (Львів) і «Жальгіріс» (Вільнюс).